# Los Angeles Lakers 1996-1997
La stagione 1996-97 dei Los Angeles Lakers fu la 48ª nella NBA per la franchigia.
I Los Angeles Lakers arrivarono secondi nella Pacific Division della Western Conference con un record di 56-26. Nei play-off vinsero il primo turno con i Portland Trail Blazers (3-1), perdendo poi la semifinale di conference con gli Utah Jazz (4-1).

## Roster
| N° | Naz.                   | Ruolo | Sportivo          | Anno | Alt. | Peso |
| -- | ---------------------- | ----- | ----------------- | ---- | ---- | ---- |
|    | Stati Uniti (bandiera) | AC    | Larry Krystkowiak | 1964 | 206  | 100  |
| 2  | Stati Uniti (bandiera) | G     | Derek Fisher      | 1974 | 185  | 93   |
| 4  | Stati Uniti (bandiera) | G     | Byron Scott       | 1961 | 193  | 88   |
| 5  | Stati Uniti (bandiera) | A     | Robert Horry      | 1970 | 208  | 104  |
| 6  | Stati Uniti (bandiera) | GA    | Eddie Jones       | 1971 | 198  | 86   |
| 8  | Stati Uniti (bandiera) | G     | Kobe Bryant       | 1978 | 198  | 93   |
| 9  | Stati Uniti (bandiera) | G     | Nick Van Exel     | 1971 | 185  | 77   |
| 12 | Stati Uniti (bandiera) | A     | Jerome Kersey     | 1962 | 201  | 98   |
| 20 | Stati Uniti (bandiera) | G     | Rumeal Robinson   | 1966 | 188  | 88   |
| 23 | Stati Uniti (bandiera) | A     | Cedric Ceballos   | 1969 | 198  | 86   |
| 24 | Stati Uniti (bandiera) | AC    | George McCloud    | 1967 | 198  | 93   |
| 34 | Stati Uniti (bandiera) | C     | Shaquille O'Neal  | 1972 | 216  | 147  |
| 35 | Stati Uniti (bandiera) | C     | Joe Kleine        | 1962 | 211  | 116  |
| 40 | Stati Uniti (bandiera) | C     | Travis Knight     | 1974 | 213  | 107  |
| 41 | Stati Uniti (bandiera) | C     | Elden Campbell    | 1968 | 213  | 98   |
| 43 | Stati Uniti (bandiera) | A     | Corie Blount      | 1969 | 208  | 107  |
| 45 | Stati Uniti (bandiera) | C     | Sean Rooks        | 1969 | 208  | 113  |

## Staff tecnico
- Allenatore: Del Harris
- Vice-allenatori: Bill Bertka, Larry Drew, Kurt Rambis
- Preparatore atletico: Gary Vitti